# Daniel Heinrich Jobst
Daniel Heinrich Jobst (* 16. März 1785 in Stöven bei Stettin; † 14. August 1839) war ein Land- und Stadtgerichtsrat in Stettin und Träger des Roten Adlerordens.
Jobst studierte seit 1802 zweieinhalb Jahre lang Rechtswissenschaften an der Universität Halle und war seit Mai 1805 für die Provinzialregierung von Pommern am Oberlandesgericht in Stettin und dann am Stadtgericht von Stettin tätig. 1807 wurde er als Referendar angestellt und danach vom König zum Stadtjustizrat ernannt. Gleichzeitig zu seiner Tätigkeit am Stadtgericht diente er an einem Landesjustizkollegium, wo er als ständiger Kommissar für die Geschäfte des See- und Handelsgerichts zu Stettin verantwortlich zeichnete. Er veröffentlichte zwei Bücher über das Verwaltungsrecht. Jobst war Mitglied der Stettiner Freimaurerloge St. Johannes zu den drei Zirken, in der er seit 1817 als Zweiter Aufseher und seit 1821 als Erster Aufseher fungierte.
1829 wurde Jobst vom König das allgemeine Ehrenzeichen erster Klasse verliehen. Nachdem er zuvor mit dem Roten Adlerorden 4. Klasse ausgezeichnet worden war, erhielt er auf allerhöchsten Kabinettsbeschluss vom 18. Januar 1838 den Roten Adlerorden 3. Klasse mit der Schleife.
1810 hatte Jobst Philippine Karoline am Ende geheiratet, eine Tochter des zu Stettin verstorbenen Kaufmanns Georg Arnold am Ende.

## Werke
- Entwurf zur Exekutions- und Subhastationsordnung, 1834.
- Handbuch der preußischen Hypothekenordnung, 1836.